# Российско-абхазские отношения
Российско-абхазские отношения — двусторонние отношения между Российской Федерацией и частично признанной Республикой Абхазией. Абхазия была признана Россией как суверенное государство 26 августа 2008 года сразу после войны в Грузии. Дипломатические отношения между странами установлены 9 сентября 2008 года.
25 октября президент России Д. А. Медведев назначил С. В. Григорьева послом России в Абхазии, а 14 ноября И. М. Ахба по постановлению президента Абхазии С. В. Багапша был назначен первым послом Абхазии в России. 16 декабря 2008 года С. В. Багапш принял верительную грамоту российского посла, а 16 января 2009 года И. М. Ахба презентовал свою верительную грамоту президенту Д. А. Медведеву.
1 мая 2009 года в Сухуме начало работу на постоянной основе посольство России в Абхазии.
Между Республикой Абхазия и Российской Федерацией подписано более 80 межгосударственных соглашений, охватывающих практически все сферы сотрудничества.
Согласно решению ПАСЕ от 2009 года, Абхазия является оккупированной Россией частью территории Грузии.

## 1992—2008
Россия была вовлечена в процесс урегулирования грузино-абхазского конфликта с самого начала, выступая в качестве посредника при достижении соглашений о прекращении огня, выдвигая различные инициативные предложения и проекты документов. В период с 1992 по 1997 годы именно России принадлежало лидерство в этой области, и именно в Москве весной 1994 года были подписаны основополагающие документы — «Заявление о мерах по политическому урегулированию грузино-абхазского конфликта», «Четырёхстороннее соглашение о добровольном возвращении беженцев и перемещённых лиц», «Соглашение о прекращении огня и разъединении сил». Российские дипломаты регулярно собирали конфликтующие стороны за стол переговоров для обсуждения вопроса о политическом статусе Абхазии, предлагали проекты протокольных договорённостей, Россия оказывала влияние на позиции других постсоветских государств через Совет глав государств СНГ. На этом этапе в процесс урегулирования были активно вовлечены российские руководители. Президент Борис Ельцин несколько раз встречался с президентом Грузии Эдуардом Шеварднадзе и президентом Абхазии Владиславом Ардзинбой, в 1996—1997 годы министр иностранных дел Евгений Примаков лично пытался подтолкнуть стороны к мирному решению. В последние годы президентства Ельцина (1997—2000), однако, уровень вовлечённости России снизился.
С течением времени позиция России в отношении грузино-абхазского конфликта существенно менялась. Ставя во главу угла свои собственные интересы в Ближнем зарубежье, официальная Москва никогда не была полностью нейтральной. В середине 1990-х, по всей вероятности, Россия была искренне заинтересована в прекращении кровопролития и содействии соглашению о политическом статусе Абхазии в рамках Грузии — российское руководство было озабочено тем, что добившаяся независимости Абхазия могла бы создать прецедент для нестабильных северокавказских республик, особенно Чечни. Россия также хотела, чтобы её рассматривали как верховного арбитра и единственного гаранта соблюдения мирных договорённостей.
В ноябре 1993 — январе 1994 гг. в Женеве прошли два раунда переговоров по мирному урегулированию под эгидой ООН, при посредничестве России и с участием наблюдателей ОБСЕ и Группы друзей генерального секретаря ООН. Последняя была создана в 1993 году в составе представителей США, Германии, Франции, Великобритании и России.
Результатом Женевского этапа урегулирования стало подписание «Меморандума о понимании между грузинской и абхазской сторонами» и «Коммюнике о втором раунде переговоров между грузинской и абхазской сторонами». В обоих документах стороны подтвердили «принятые на себя обязательства не применять силу и не прибегать к угрозе её применения друг против друга», а в Коммюнике стороны выразили согласие на «размещение в зоне конфликта миротворческих сил ООН или иных сил, санкционированных ООН. Они выразили обоюдное согласие на использование в составе таких сил российского воинского контингента».
22—25 февраля 1994 года в Женеве, 7—9 марта 1994 года в Нью-Йорке и 29—31 марта в Москве состоялся третий раунд переговоров по полномасштабному урегулированию грузино-абхазского конфликта под эгидой ООН, при содействии России, с участием представителей Совещания по безопасности и сотрудничеству в Европе (СБСЕ) и Верховного комиссара ООН по делам беженцев (УВКБ ООН). 4 апреля 1994 года грузинской и абхазской сторонами в Москве было подписано «Заявление о мерах по политическому урегулированию грузино-абхазского конфликта».
Тогда же, 4 апреля, грузинской и абхазской сторонами, а также Россией и УВКБ ООН было подписано «Четырёхстороннее соглашение о добровольном возвращении беженцев и перемещённых лиц». Ему предшествовал вышеупомянутый «Меморандум о понимании» от 1 декабря 1993 года, в котором говорилось, что стороны «обязуются создать условия для добровольного, безопасного, быстрого возвращения беженцев в места их постоянного проживания во всех районах Абхазии».
14 мая 1994 года грузинская и абхазская стороны подписали в Москве выработанное в рамках женевских переговоров «Соглашение о прекращении огня и разъединении сил». На основании этого документа и последующего решения Совета глав государств СНГ, в зоне конфликта с июня 1994 года были размещены Коллективные силы СНГ по поддержанию мира (полностью укомплектованные российскими военнослужащими), в задачу которых входило поддержание режима невозобновления огня.
Ввод Коллективных сил по поддержанию мира в зону грузино-абхазского конфликта позволил провести разъединение вооружённых формирований конфликтующих сторон, создание зон безопасности и ограничения вооружений, что способствовало остановке кровопролития в регионе, а также формированию необходимых условий для политического диалога между сторонами.
После подписания Московского соглашения в Женеве продолжились переговоры под эгидой ООН, параллельно Россия самостоятельно вела переговоры с Абхазией и Грузией. За последовавшие годы, однако, переговорный процесс не принёс ощутимых результатов по ключевым вопросам статуса Абхазии и возвращения перемещённых лиц.
Тем временем, 26 ноября 1994 года Верховный Совет Абхазии принял конституцию, в которой Абхазия была провозглашена «суверенным демократическим государством». 6 декабря 1994 года прошла инаугурация Владислава Ардзинбы на пост президента Республики Абхазия.
В 1996 году по инициативе Грузии на саммите СНГ было принято решение, запрещающее ведение торгово-экономических, финансовых, транспортных и иных связей с Абхазией по государственной линии. За исключением Белоруссии и Туркмении, все страны СНГ подписались под этим решением.
Грузино-абхазские переговоры возобновились летом 1997 года, когда к переговорщикам с российской стороны присоединился лично Евгений Примаков (в тот период министр иностранных дел РФ). Именно по его настоянию 14 августа, в годовщину начала грузино-абхазской войны 1992—1993 гг., президент Абхазии Владислав Ардзинба совершил беспрецедентный визит в Тбилиси. Здесь в присутствии Евгения Примакова состоялась встреча президентов Грузии и Абхазии, где было оглашено совместное заявление, в котором стороны вновь обязались «не прибегать к оружию для решения разделяющих их противоречий, и ни при каких условиях не допускать возобновления кровопролития».
2003 год ознаменовал собой возвращение российского руководства к активному участию в процессе грузино-абхазского урегулирования и начало так называемого «Сочинского переговорного процесса». В марте этого года президенты России и Грузии Владимир Путин и Эдуард Шеварднадзе договорились в Сочи о создании рабочих групп или комиссий по следующим направлениям: «возвращение беженцев и перемещённых лиц, в первую очередь, в Гальский район, открытие сквозного железнодорожного сообщения Сочи — Тбилиси, модернизация каскада «Ингури ГЭС» и определение перспектив строительства других гидротехнических объектов в верховьях р. Ингури». Именно эти вопросы (экономика и возвращение беженцев) составили основу переговоров в рамках «Сочинского переговорного процесса». Его развитию и осуществлению практических договорённостей помешала «Революция роз», в результате которой в конце 2003 года Эдуард Шеварднадзе утратил свой пост. С середины 2004 года грузино-российские отношения серьёзно ухудшились. Грузия обвиняла Россию в фактической аннексии грузинской территории, осуществлявшейся путём предоставления жителям Абхазии российского гражданства и пенсионного обеспечения, финансирования и обучения абхазских силовых структур, поддержки стремления Абхазии к самостоятельности, осуществления инвестиций в абхазскую экономику и развития торговых отношений. В 2006 году российское руководство начало указывать на ситуацию вокруг Косово как прецедент для международного признания Абхазии. Во многом именно это послужило причиной того, что Тбилиси вышел из Сочинского переговорного процесса. Последние переговоры в его рамках состоялись в мае 2006 года.
В середине июля 2006 года парламент Грузии принял резолюцию, требующую вывода российских миротворческих сил из Абхазии и Южной Осетии. В ответ на это парламент Абхазии призвал все страны, в том числе Россию, «незамедлительно начать процесс официального признания независимости Республики Абхазия». 18 октября 2006 года Народное собрание Абхазии обратилось к российскому руководству с просьбой признать независимость республики и установить между двумя государствами ассоциированные отношения.
В начале 2008 года произошло дальнейшее осложнение отношений между Россией и Грузией, связанное с активизацией усилий Грузии, направленных на вступление в НАТО. Это сказалось на позициях России в грузино-абхазском конфликте.
5 января в Грузии одновременно с президентскими выборами был проведён референдум по вопросу о членстве в НАТО. По результатам референдума за присоединение к НАТО высказались 77 % грузинских избирателей. В феврале президент Грузии Михаил Саакашвили направил письмо генеральному секретарю НАТО Яаапу де Хооп Схефферу, в котором была выражена готовность грузинской стороны присоединиться к Плану действий по подготовке к членству в НАТО (ПДПЧ).
6 марта Россия объявила о выходе из режима экономических санкций против Абхазии. МИД РФ направил Исполкому СНГ официальную ноту о том, что Российская Федерация в силу изменившихся обстоятельств не считает себя более связанной положениями Решения Совета глав государств СНГ «О мерах по урегулированию конфликта в Абхазии, Грузия» от 19 января 1996 года: «Данное решение принималось в 1996 году на фоне острого противостояния сторон в грузино-абхазском конфликте, продолжавшегося после кровопролитной войны 1992—1993 гг. В то время его целью было побудить Абхазию занять более гибкую позицию, прежде всего, по вопросу о возвращении беженцев и внутренне перемещённых лиц», — было сказано в сообщении для СМИ Департамента информации и печати МИД РФ, распространённом 6 марта 2008 г. Однако, как было отмечено в документе, ситуация в последние годы кардинально изменилась и в плане возвращения беженцев (Гальский район), и в плане выполнения абхазской стороной других обязательств, в то время как грузинская сторона не проявляет аналогичного конструктивного подхода к выполнению ранее достигнутых договорённостей.
Президент РФ Владимир Путин заявил о намерении «предметно поддержать» Абхазию и Южную Осетию. Как было заявлено российским МИД, «Россия своё отношение к курсу руководства Грузии на ускоренную атлантическую интеграцию доводила до сведения и грузинской стороны, и членов альянса. Любые попытки оказать политическое, экономическое, а тем более военное давление на Абхазию и Южную Осетию являются бесперспективными и контрпродуктивными».
16 апреля Путин издал указ, санкционирующий прямые отношения с абхазскими и южноосетинскими властями в ряде областей. Власти России заявили, что это решение направлено на оказание поддержки российским гражданам и местному населению и принято в ответ на то, что они назвали агрессивными намерениями Грузии.
29 апреля, ссылаясь на возможное дальнейшее ухудшение грузино-абхазского конфликта, Россия усилила миротворческие силы СНГ воздушно-десантным батальоном, которому было поручено усилить контроль в зоне ограничения вооружений в Ткварчельском и Очамчирском районах (при этом общая численность миротворческих сил не вышла за установленные пределы). В конце мая, ссылаясь на решение президента об оказании гуманитарной помощи абхазской стороне, правительство России ввело на территорию Абхазии подразделение железнодорожных войск. Грузинская сторона расценила обе эти меры как агрессивные и потребовала немедленного вывода всех дополнительных российских сил, включая железнодорожные войска.

## Признание Россией самостоятельности Абхазии
Признание Россией самостоятельности Абхазии после войны в Грузии в августе 2008 года привело к фактическому разрушению переговорных процессов и механизмов урегулирования последствий грузино-абхазского конфликта, действовавших с 1994 года, — были прекращены мандаты Миссии ООН по наблюдению в Грузии и Коллективных сил СНГ по поддержанию мира. Российских миротворцев сменили российские пограничники и военные базы.
С точки зрения международного права, Абхазия остаётся непризнанным государством, и практически всё международное сообщество продолжает рассматривать Абхазию как часть Грузии. Абхазия, где все необходимые государственные институты власти и управления были созданы ещё в середине 1990-х годов, в силу неурегулированности международно-правового статуса находится в глубокой финансово-экономической, военной и политической зависимости от Российской Федерации. Большинство населения Абхазии имеет российские паспорта (с 2000 г. Россия стала активно предлагать жителям Абхазии своё гражданство и выдавать заграничные российские паспорта). По некоторым оценкам, уже к 2006 г. такие паспорта получили более 80 % жителей.

### Российские представительства в Абхазии
На 2023 год в Абхазии действуют следующие российские представительства:
- Посольство Российской Федерации в Республике Абхазия[19];
- Торговое представительство Российской Федерации в Республике Абхазия;
- Представительство Россотрудничества в Республике Абхазия[20];
- Представительство Федеральной таможенной службы России;
- Московский культурно-деловой центр «Дом Москвы в Сухуме»[21].